# ISO 3166-2:TF
Kódy ISO 3166-2 pro Francouzská jižní a antarktická území neidentifikují žádné regiony (stav v roce 2015).